# Valley Mills (Virginie-Occidentale)
Pour l’article homonyme, voir Valley Mills (Texas).
 (avril 2019).
Valley Mills est une zone non incorporée située dans le comté de Wood, dans l’État de Virginie-Occidentale, aux États-Unis.

## Source
- (en) Cet article est partiellement ou en totalité issu de l’article de Wikipédia en anglais intitulé « Valley Mills, West Virginia » (voir la liste des auteurs).